# Sobrestany
Sobrestany és un poble del municipi de Torroella de Montgrí (Baix Empordà), a l'extrem septentrional del terme, al peu del massís del Montgrí, prop de l'antic estany de Bellcaire. És proper als nuclis de Bellcaire d'Empordà i de l'Escala. Hi ha alguns masos al voltant com poden ser el Mas Cremat i la Torre Ferrana, bell exemple dels masos fortificats de l'Empordà.
Prop del nucli hi ha el Parc Animal de Sobrestany que fou clausurat el 17 de març de 2008 per irregularitats en el tracte dels animals i per problemes de sanitat animal. Pràcticament al cap d'un any s'inicià el trasllat dels animals a noves instal·lacions adequades segons el Departament de Medi Ambient En tot moment els propietaris i gestors del parc, els comtes de Torroella, han manifestat el seu desacord amb la decisió presa per les administracions adduint que el parc rebia un volum de visitants de 40.000 persones l'any.

## Història
Las primeres referències de Sobrestany daten del segle xvi, coincidint amb la dessecació de l'Estany de Bellcaire. En realitat, l'etimologia presumeix la seva ubicació i indica aquesta posició elevada sobre l'estany. Segurament, la seva població augmentà al segle xviii amb les concessions que la Universitat de Torroella, l'òrgan de govern civil de l'època, per cultivar i pel pastoreig en el massís del Montgrí. Per tant, el nucli sempre hauria estat lligat a activitats agrícoles.

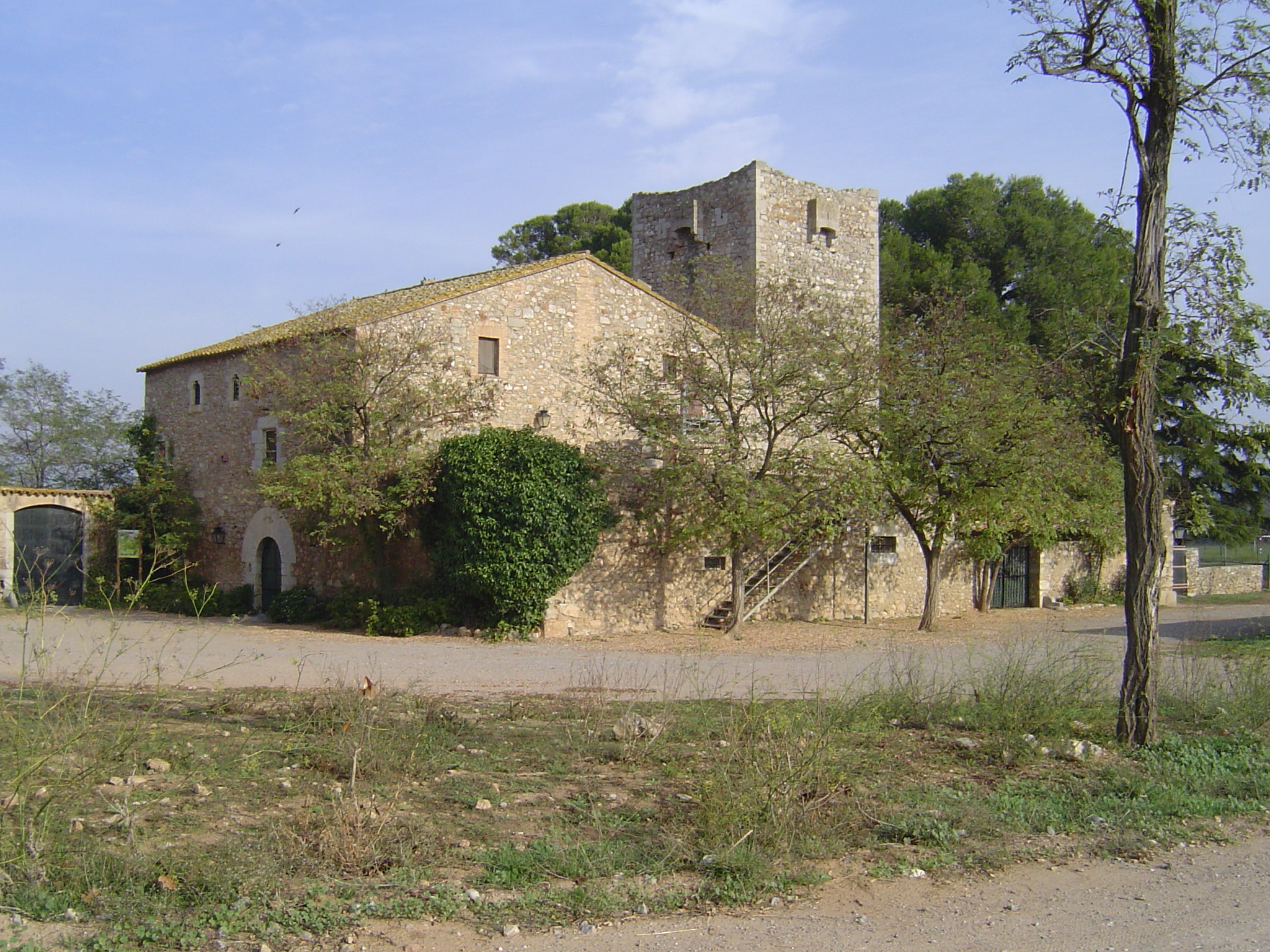
Façana principal de Torre Ferrana

També cal destacar la construcció històrica de Torre Ferrana, una masia fortificada que dataria de l'època moderna (s. XVI-XVII). La seva fortificació es deuria a les incursions de pirates en les costes catalanes. La seva fortificació consisteix essencialment en una torre defensiva quadrengular adjacent a l'edificació principal.

## Accessos
El nucli de Sobrestany té un únic accés asfaltat, l'anomenat camí a Sobrestany, que connecta els nuclis de Torroella de Montgrí i Ullà amb Sobrestany. També existeix una desviació de la GIV-6321 a la altura de Bellcaire, que connecta amb aquest camí. Tanmateix, existeixen altres camins rodats no asfaltats que uneixen Sobrestany amb L'Escala i altres parts del municipi de Torroella.

## Cultura popular
El realitzador local Jordi Bellapart va dedicar un film documental titulat 'Sobrestany' (2014, 51 min.). A través d'alguns antics veïns i l'icònic personatge local Miquel del Mas d'en Bou, que va residir a la Torre Ferrana, repassa la historia i algunes llegendes que rodegen aquest llogaret. Es va estrenar en el marc de la VI Mostra Internacional de Cinema Etnogràfic de Catalunya (2016). Es poden trobar algunes còpies en DVD a la Biblioteca Pere Blasi de Torroella de Montgrí.

## Clima i meteorologia
| Dades climàtiques a Sobrestany - Can Miqueló (2001-2024) | Dades climàtiques a Sobrestany - Can Miqueló (2001-2024) | Dades climàtiques a Sobrestany - Can Miqueló (2001-2024) | Dades climàtiques a Sobrestany - Can Miqueló (2001-2024) | Dades climàtiques a Sobrestany - Can Miqueló (2001-2024) | Dades climàtiques a Sobrestany - Can Miqueló (2001-2024) | Dades climàtiques a Sobrestany - Can Miqueló (2001-2024) | Dades climàtiques a Sobrestany - Can Miqueló (2001-2024) | Dades climàtiques a Sobrestany - Can Miqueló (2001-2024) | Dades climàtiques a Sobrestany - Can Miqueló (2001-2024) | Dades climàtiques a Sobrestany - Can Miqueló (2001-2024) | Dades climàtiques a Sobrestany - Can Miqueló (2001-2024) | Dades climàtiques a Sobrestany - Can Miqueló (2001-2024) | Dades climàtiques a Sobrestany - Can Miqueló (2001-2024) |
| Mes                                                      | gen                                                      | febr                                                     | març                                                     | abr                                                      | maig                                                     | juny                                                     | jul                                                      | ag                                                       | set                                                      | oct                                                      | nov                                                      | des                                                      | anual                                                    |
| -------------------------------------------------------- | -------------------------------------------------------- | -------------------------------------------------------- | -------------------------------------------------------- | -------------------------------------------------------- | -------------------------------------------------------- | -------------------------------------------------------- | -------------------------------------------------------- | -------------------------------------------------------- | -------------------------------------------------------- | -------------------------------------------------------- | -------------------------------------------------------- | -------------------------------------------------------- | -------------------------------------------------------- |
| Màxima rècord °C (°F)                                    | 23.0 (73.4)                                              | 24.5 (76.1)                                              | 27.9 (82.2)                                              | 31.6 (88.9)                                              | 33.1 (91.6)                                              | 42.1 (107.8)                                             | 42.6 (108.7)                                             | 41.0 (105.8)                                             | 36.1 (97)                                                | 33.8 (92.8)                                              | 26.1 (79)                                                | 23.2 (73.8)                                              | 42.6 (108.7)                                             |
| Màxima mitjana °C (°F)                                   | 13.9 (57)                                                | 14.9 (58.8)                                              | 17.4 (63.3)                                              | 19.9 (67.8)                                              | 23.8 (74.8)                                              | 28.9 (84)                                                | 31.3 (88.3)                                              | 30.9 (87.6)                                              | 26.9 (80.4)                                              | 23.0 (73.4)                                              | 17.6 (63.7)                                              | 14.6 (58.3)                                              | 21.9 (71.4)                                              |
| Mitjana diària °C (°F)                                   | 8.6 (47.5)                                               | 9.4 (48.9)                                               | 11.7 (53.1)                                              | 14.2 (57.6)                                              | 17.9 (64.2)                                              | 22.6 (72.7)                                              | 25.1 (77.2)                                              | 24.8 (76.6)                                              | 21.2 (70.2)                                              | 17.8 (64)                                                | 12.6 (54.7)                                              | 9.3 (48.7)                                               | 16.3 (61.3)                                              |
| Mínima mitjana °C (°F)                                   | 3.2 (37.8)                                               | 3.8 (38.8)                                               | 6.1 (43)                                                 | 8.6 (47.5)                                               | 12.1 (53.8)                                              | 16.4 (61.5)                                              | 18.9 (66)                                                | 18.6 (65.5)                                              | 15.5 (59.9)                                              | 12.5 (54.5)                                              | 7.5 (45.5)                                               | 4.1 (39.4)                                               | 10.6 (51.1)                                              |
| Mínima rècord °C (°F)                                    | −6.1 (21)                                                | −6.0 (21.2)                                              | −5.0 (23)                                                | −0.1 (31.8)                                              | 4.1 (39.4)                                               | 8.2 (46.8)                                               | 12.5 (54.5)                                              | 12.1 (53.8)                                              | 7.3 (45.1)                                               | 1.9 (35.4)                                               | −4.5 (23.9)                                              | −5.0 (23)                                                | −6.1 (21)                                                |
| Precipitació mitjana mm (polzades)                       | 53.4 (2.102)                                             | 44.2 (1.74)                                              | 52.4 (2.063)                                             | 68.8 (2.709)                                             | 50.9 (2.004)                                             | 23.7 (0.933)                                             | 27.1 (1.067)                                             | 27.1 (1.067)                                             | 70.3 (2.768)                                             | 87.2 (3.433)                                             | 65.2 (2.567)                                             | 38.5 (1.516)                                             | 608.8 (23.969)                                           |
| Mitjana de dies de precipitació                          | 6.0                                                      | 6.0                                                      | 7.6                                                      | 8.3                                                      | 8.3                                                      | 4.9                                                      | 3.4                                                      | 4.7                                                      | 6.2                                                      | 6.3                                                      | 7.4                                                      | 5.2                                                      | 74.4                                                     |
| Mitjana de dies de gelada                                | 4.6                                                      | 3.5                                                      | 1.0                                                      | 0.0                                                      | 0.0                                                      | 0.0                                                      | 0.0                                                      | 0.0                                                      | 0.0                                                      | 0.0                                                      | 0.7                                                      | 3.7                                                      | 13.6                                                     |
| Font: Roger Agramont, observador meteorològic.           |                                                          |                                                          |                                                          |                                                          |                                                          |                                                          |                                                          |                                                          |                                                          |                                                          |                                                          |                                                          |                                                          |